# C4P (Artillerieschlepper)

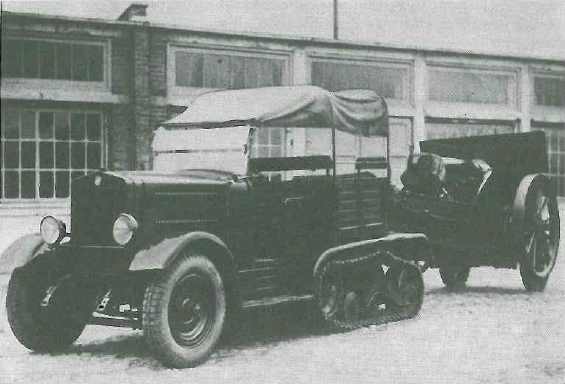
Artilleriezugmaschine des C4P

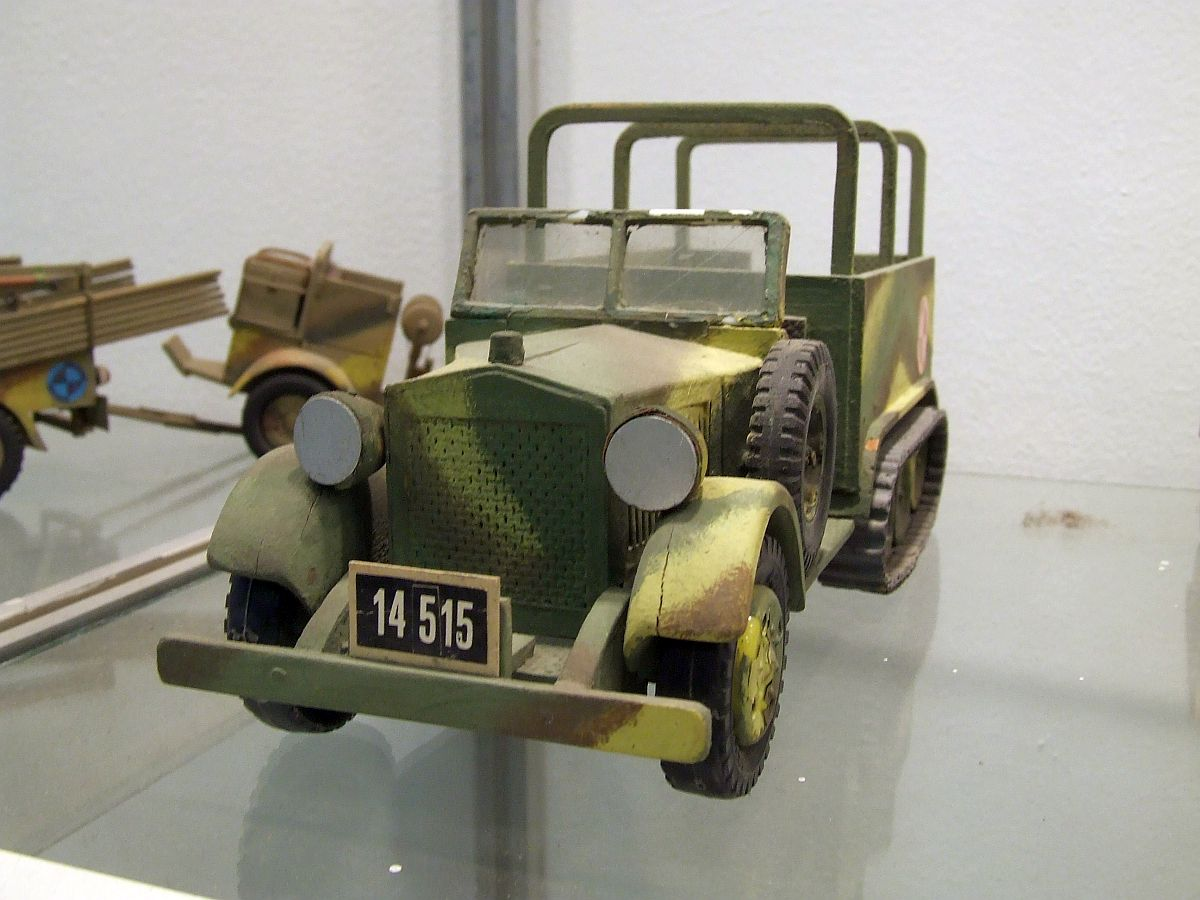
Modell eines C4P im Technikmuseum in Warschau

Der Samochód półgąsienicowy wz. 34 (deutsch: Halbkettenwagen Model 34) war ein polnisches Halbkettenfahrzeug. Dieses Fahrzeug wurde in verschiedenen Varianten hergestellt, von denen die bekannteste die C4P Artilleriezugmaschine ist. Von den polnischen Streitkräften wurde das Halbkettenfahrzeug in der Zeit vor dem Zweiten Weltkrieg eingeführt. Der Name C4P steht für ciągnik 4t polska (deutsch: Traktor 4t polnisch).

## Entwicklung
Das Fahrzeug basierte auf dem 2,5-Tonnen-Lkw Polski Fiat 621, der damals von Polski Fiat in Polen mit Lizenz gebaut wurde. 1934 entwarf Edward Habich vom Biurze Badań Technicznych Broni Pancernych (BBT BP) (deutsch: Büro für technische Studien der Panzerarmee) eine Halbkettenversion des Fiat 621, die zunächst als Półgąsienicowy samochód ciężarowy wz.34 (deutsch: Halbkettenfahrzeug Model 1934) bezeichnet wurde.
Die ersten Test- und Entwicklungsarbeiten wurden 1935 durchgeführt. Der Fiat 621 und der wz.34 hatten viele gemeinsame Bauteile, vor allem den nur leicht veränderten Rahmen, den gleichen Motor und die gleiche Fahrerkabine. Es gab aber auch viele erwähnenswerte Unterschiede. So wurde die Vorderachse verstärkt, ein Untersetzungsgetriebe eingebaut und das Getriebe an das neue Fahrzeug angepasst. Vor allem aber wurden die Hinterachsen durch ein Kettenlaufwerk, das durch den Vickers 6-ton-Panzers und das französische Citroën-Kégresse-Fahrwerk inspiriert war, ersetzt. Es wurden dabei mehrere moderne Lösungen verwendet, darunter eine Gummi-Metall-Raupenkette nach dem Entwurf von Ingenieur L. Białkowski, die später nochmals von Ingenieur Michalak verbessert wurde.

## Produktion
Die Produktion begann 1936 in den PZInż-Werken in Czechowice bei Warschau. Im Laufe der Produktion gab es beim Modell weitere Änderungen durch den Hersteller und das Ingenieurbüro PZInż. Zwischen 1936 und dem Beginn des Zweiten Weltkrieges wurden insgesamt über 400 Exemplare in verschiedenen Versionen hergestellt. Die genaue Zahl ist nicht bekannt.
Mindestens 80 C4P-Artilleriezugmaschinen gingen an die polnischen Streitkräfte. Der wz.34 oder C4P war ein sehr erfolgreiches Konzept, jedoch mit einigen Schwachpunkten die sich im Betrieb zeigten: der Kraftstoffverbrauch war sehr hoch und der Motor war für das zusätzliche Gewicht (aufgrund der verschiedenen Verstärkungen und der Ketten) nicht leistungsstark genug.

## Technische Beschreibung
Die C4P-Zugmaschine wurde von einem wassergekühlten 2952 cm³ 6-Zylinder-Vergasermotor vom Typ Fiat-122B (PZInż. 367) angetrieben, der bei 2600/min eine Leistung von 46 PS (34 kW) erreichte. Vom vorne sitzenden Motor wurde das Drehmoment über ein Getriebe mit vier Vorwärts- und einem Rückwärtsgang auf die Antriebsketten übertragen. Darüber hinaus hatte das Getriebe noch eine zusätzliche Geländeuntersetzung.
Die Kettenantriebsritzel waren vorne, während das Fahrzeug sowohl an der Vorderachse als auch an den Kettenantriebsritzeln mit Trommelbremsen ausgerüstet war. Die 300 mm breiten gesteckten Ketten waren aus Stahl hergestellt und hatten Gummilaufflächen (Patent des Ingenieurs L. Bialkowski).
Die vordere Starrachse war an halbelliptischen Federn mit hydraulischen Stoßdämpfern aufgehängt. Die hintere Aufhängung für das Kettenlaufwerk war mit einem Schwingrollen-Führungssystem ausgestattet. Die Bodenfreiheit betrug lediglich 250 mm. Die Zugmaschine konnte Steigungen von 20°, 100 mm breite Gräben und 500 mm tiefe Furten überwinden.
Die wz.34-Halketten und C4P-Zugmaschinen waren hauptsächlich in der polnischen Standardtarnung lackiert. Diese war ein einheitlicher Braun-Grün-Ton, in dem das ganze Fahrzeug lackiert war. Ergänzt wurde diese gelegentlich mit unregelmäßigen grau-sandfarbenen und dunkelbraunen Flecken.

## Einsatz
Der Haupteinsatzzweck dieser Halbketten war der Einsatz als Artilleriezugmaschine. Infolgedessen liegen hierzu mehr Informationen vor.
Ab Ende 1936 wurden die ersten C4P-Zugmaschinen dem 1. Pułku Artylerii Motorowej (1. Pamot) (deutsch: 1. Motorartillerie-Regiment) in Stryj zugeführt. Hier ersetzten sie die älteren französischen Citroën-Kegresse P14 und P17. Das 1. Pamot war zu dieser Zeit eine auch im Frieden aktive Einheit, die mit 75-mm-Kanonen wz.1897, 100-mm-Haubitzen wz.14/19P und 120-mm-Kanonen wz.78/09/31 ausgerüstet war.
Zum Zeitpunkt der ersten Zuteilung von C4P wurden die Geschütze der Motorartillerie noch mit den ursprünglichen eisenbereiften Holzspeichenrädern für den Pferdezug verwendet. Ab 1937 wurden alle Geschütze im motorisierten Zug auf schwammgefüllte Gummireifenräder umgerüstet. Bei der Mobilisierung 1939 bildeten die Teile des 1. Pamot drei Divisionen der Motorisierten Artillerie (polnisch: dywizjony artylerii motorowej, kurz DAM):
- 2. Motorisierte Artillerie / Panzerbrigade Warschau - leichte Artillerieschwadron mit acht 75-mm Feldkanonen (ausgerüstet mit Citroën-Kegresse-Schleppern)
- 6. Motorisierte Artillerie / Armee „Lodz“ - schweres Artilleriegeschwader mit zwölf 120-mm Kanonen wz.1878/09/31 (ab 13. September 1939 bei Zamosc im Kampfeinsatz)
- 16. Motorisierte Artillerie / 10. Kavalleriebrigade (motorisiert) - eine leichte Artillerieschwadron mit vier 100-mm-Haubitzen und vier 75-mm-Kanonen

Weitere C4P-Zugmaschinen wurden bei der Flugabwehr-Verbänden eingesetzt. Während der Mobilmachung 1939 wurden alle vorhandenen zwölf 75-mm-FlaK wz.36 „Star“ mit insgesamt 18 C4P-Zugmaschinen dem 11. Flugabwehr-Artilleriegeschwader zugeordnet. Eigentlich sollte diese Einheit zur Luftverteidigung von Warschau verwendet werden, doch ab dem 8. September 1939 war sie bei Lublin und später bei Lutsk und Stanislawow im Einsatz. Am Ende marschierte das Geschwader nach Ungarn und wurde dort mit seiner gesamten Ausrüstung interniert.

## Varianten
Das Halbkettenfahrzeug wz.34 oder C4P wurde in mindestens acht verschiedenen Varianten produziert und ausgeliefert:
- C4P Artilleriezugmaschine (Ciągnik artyleryjski C4P)
Von der Artilleriezugmaschine gab es mindestens vier verschiedene Varianten.
  - C4P-Zugmaschinen für schwere Artillerie (Ciągniki C4P dla artylerii ciężkiej)
Vorgesehen für die 120-mm-Kanone wz.78/09/31 (versuchsweise auch für 155 mm haubica wz. 1917 und 105-mm-Kanone wz.29 Schneider-Geschütze). Der Rahmen wurde etwas verkürzt und mit einer speziellen Sattelkupplung für die Geschütze ausgestattet. Bei der ersten Serie war der Fahrerraum offen und nur mit einem Planendach abgedeckt, die späteren zweiten Serienmodelle hatten einen mit Stahl und Holz versehenen, überdachten Aufbau. Beide Varianten (Plane und fester Aufbau) verfügten über eine Sitzbank für vier Artilleristen direkt hinter der Fahrerkabine.
  - C4P für leichte Artillerie (Ciągniki C4P dla artylerii lekkiej)
Vorgesehen für die 75-mm-Schneider-Geschütze und 100 mm haubica polowa wz. 1914 sowie zum Transport von Munition und zum Ziehen von Senkkästen (Caisson). Sie waren im Wesentlichen identisch mit der späteren Variante der schweren Artillerie, mit dem Unterschied, dass der Laderaum mit zwei Bänken für je drei Soldaten ausgestattet war.
  - C4P für Flugabwehrgeschütze (Ciągniki C4P dla artylerii przeciwlotniczej)
Vorgesehen als Zugmaschine für die polnischen 75-mm-armata wz.36 Flakgeschütze. Sie hatten eine offene Kabine mit einem langen Kasten, in dem hinter den Vordersitzen seitlich zwei Bänke für je zwei Soldaten angebracht waren. Im hinteren Teil des Traktors befand sich ein Transportraum, der mit einem Planendach abgedeckt war.

- Halbketten-Lastkraftwagen Model 34 (Samochód półgąsienicowy wzór 34)
  - Lastkraftwagen Model 34 (Samochód ciężarowy wz.34)
Diese Varianten hatte ein geschlossenes Fahrerhaus, einen langen Fahrgestellrahmen und eine lange Ladefläche.
  - Werkstattwagen Model 34 (Samochód warsztatowy wz. 34)
Der Werkstattwagen hatte eine offene Stahlkarosserie mit Planendach und Planen-Fahrerhauswänden. Die Seitenwände des Aufbaus waren mit Scharnieren versehen, der Innenraum enthielt eine spezielle Werkstattausrüstung. Ähnliche Fahrzeuge vom Typ wz.34 und C4P wurden zum Ziehen von Flakscheinwerfern und Geräteanhängern der stationären Artillerie eingesetzt.
  - Krankenwagen Model 34 (Ambulans wz.34)
Der Krankenwagen hatte einen geschlossenen Stahlaufbau, in dem acht Patienten auf Tragen sitzend transportiert werden konnten. Nach dem Ausklappen der oberen zwei Tragen konnten vier Personen liegend transportiert werden. Wahrscheinlich wurden etwa 50 Fahrzeuge dieser Variante gebaut. Diese Krankenwagen wurden beim polnischen roten Kreuz eingegliedert und sparten somit dem polnischen Militär Geld ein.
  - Feuerwehrwagen Model 34 (Wóz strażacki wz.34)
Ein paar wenige Fahrzeuge wurden für die städtischen Feuerwehren von Lwów (Lemberg) gebaut. Diese waren, neben weiterer Ausrüstung, mit einer Feuerwehrleiter ausgestattet.
  - Zugmaschine Model 34 (C4P „lot“)
Diese Variante war im Grunde ein typischer wz.34-Lastwagen mit verkürztem Rahmen und Ausrüstung zum Schleppen von Flugzeugen auf den Flugplätzen.
  - Zugmaschine Model 34 mit Ballonwinde (Samochód ciężarowy wz.34 z wciągarką balonową)
 Von diesem Fahrzeug gab es wahrscheinlich nur einen Prototyp.

Weiterhin konnte man für den Betrieb auf Gleisen spezielle Räder unter dem Fahrwerk anbringen. Angetrieben wurde der C4P dann durch die Ketten.

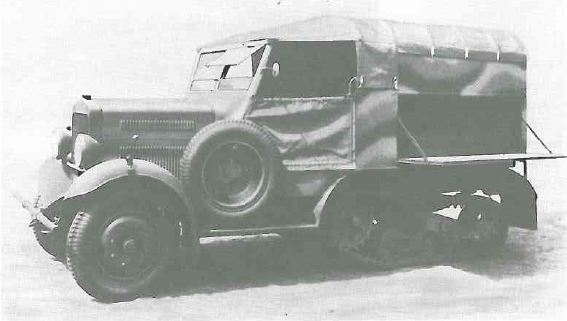
Werkstattwagen wz.34
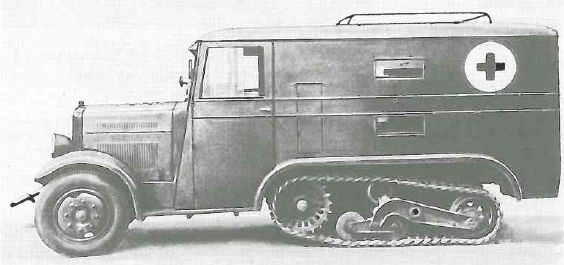
Krankenwagen wz.34
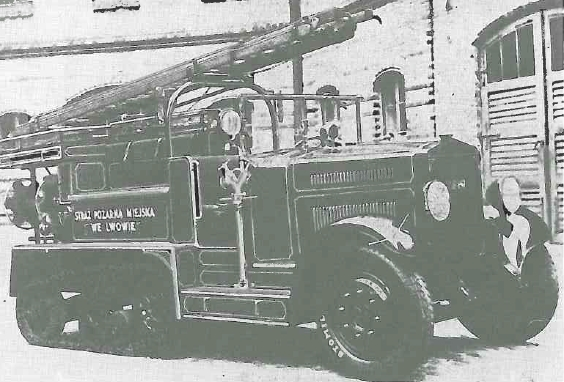
Feuerwehrwagen wz.34

## Erhaltene Exemplare
Einige wenige C4P / wz.34-Zugmaschinen überlebten den Krieg und sollen 1946 in den südöstlichen Regionen des Landes gesehen worden sein. Aktuell ist nicht bekannt, ob es noch eine dieser Zugmaschinen gibt.